# Val de Bagnes

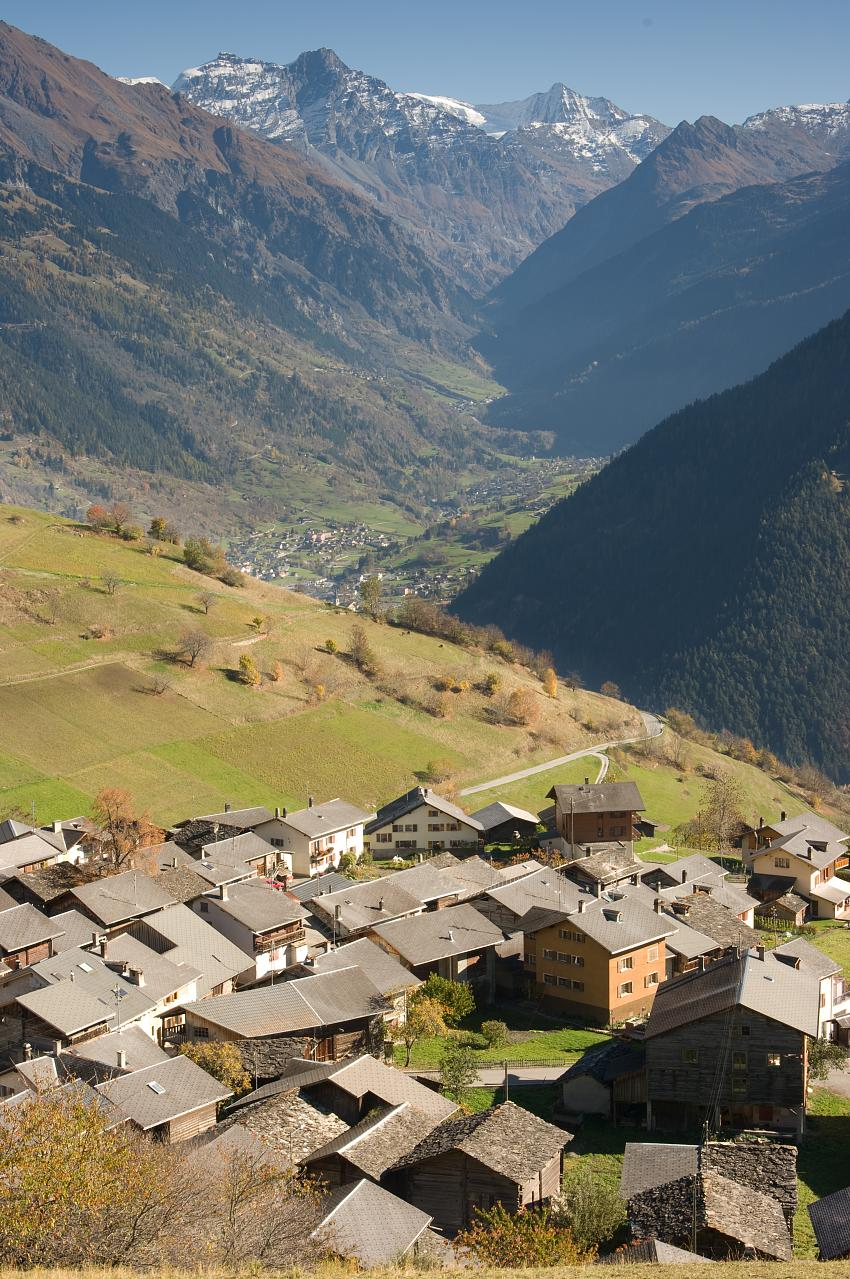
Blick in das Val de Bagnes (hinten)

Das Val de Bagnes oder das Vallée de Bagnes (deutsch Bangital oder auch Baniental) ist ein Tal im Kanton Wallis, Bezirk Entremont in der Schweiz.

## Geographie

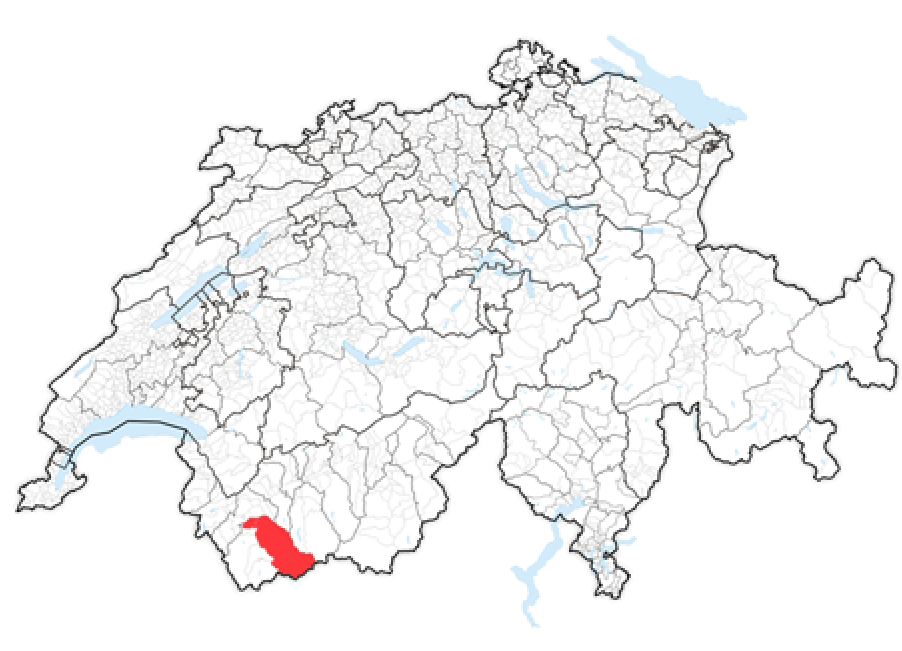
Lage des Val de Bagnes anhand der Fläche der Talgemeinden

Das Tal wird von der Dranse de Bagnes durchflossen. Im oberen Teil des Tals befindet sich der Lac de Mauvoisin und gegen das südliche Talende der Glacier de Fenêtre und die Cabane de Chanrion. Vom Val de Bagnes erreicht man über das Fenêtre de Durand im Grand Combin das Aostatal. Bei Sembrancher mündet das Val de Bagnes ins Val d’Entremont.
Die wichtigsten Berggipfel im Val de Bagnes sind:
- Grand Combin (4314 m ü. M.)
- La Ruinette (3875 m ü. M.)
- Mont Blanc de Cheilon (3870 m ü. M.)
- Petit Combin (3663 m ü. M.)
- Mont Gelé (3518 m ü. M.)
- Pointe d'Otemma (3403 m ü. M.)
- Rosablanche (3336 m ü. M.)
- Mont Avril (3346 m ü. M.)

### Ortschaften
Die Ortschaften im Val de Bagnes sind Bruson, Champsec,  Cries (Vollèges), Fionnay, Le Châble, Levron, Lourtier, Sarreyer, Vens (Sembrancher), Verbier, Versegères, Villette und Vollèges.

## Geschichte
In den höheren Hanglagen wurden Lagerspuren von Jägern und Sammlern aus dem 8. Jahrtausend vor Christus entdeckt und eine regelmässige Besiedlung der dortigen Alpen ist bereits für das Neolithikum belegt. Im Tal stiess man zudem auf neolithische Schalensteine sowie Grabstätten aus der Bronze- und der Römerzeit. Die frühe Besiedlung erklärt sich wohl mit dem Col de Fenêtre, einem Übergang ins Aostatal, der lange Zeit mindestens ebenso stark begangen war wie der Grosse St. Bernhard.
1150 wird das Tal als Banie in einer Urkunde erwähnt, die eine Vergabung eines Teils der Rechte des Grafen Humbert III. von Savoyen über einen Teil von Bagnes und Octiet (Etiez) an die  Abtei Saint-Maurice bezeugt. Die Schenkungsurkunde wurde von den Parteien unterschiedlich gedeutet. Schliesslich erlangte die Abtei das Bannrecht, die Gerichtsbarkeit und das Weiderecht; den Grafen von Savoyen verblieben die Grundzinsen, der Heerbann und die Frondienste für die Burg Chillon. Das Tal war nicht gesamthaft an die Abtei übergegangen, welche ihre Herrschaft nach und nach zurückerlangte: 1294 kaufte sie ihre Rechte über das Mistralamt zurück, das die Familie de Bagnes als Lehen der Abtei innegehabt und unberechtigterweise aufgeteilt hatte. 1340 erwarb sie das Weibelamt von den Montheolo, 1341 das Vizedominat von Vollèges durch einen Abtausch mit den Herren von Liddes, 1366 das Vizedominat von Bagnes und 1462 die Güter des Vitztums von Montagnier.

Blick auf Dorf und Tal von Bagnes, 1825–1830

Nach der Schlacht auf der Planta 1475 verdrängten die Oberwalliser Zehnden den Herzog von Savoyen aus dem Unterwallis. Vermutlich zerstörten sie damals auch die Burg Verbier. Nach diesem Sieg kam es zum Interessenkonflikt zwischen dem Abt von Saint-Maurice und dem Bischof von Sitten: Letzterer wollte seine Rechte über das ganze Wallis zurückerlangen und anerkannte die savoyische Schenkung des Val de Bagnes an die Abtei Saint-Maurice nicht. Es bedurfte zweier päpstlicher Breven, um den Konflikt 1501 zugunsten der Abtei zu lösen.
Der obere Teil des Tals gehörte Adelsfamilien aus dem Aostatal. 1515 kam es zu Raufhändeln zwischen Einwohnern des Val de Bagnes und Leuten aus dem Aostatal um die Alpweide Grand Chermontane . Die Kommissare der sieben Zehnden, die in Sembrancher tagten, sprachen die Alp in einem ersten Urteil den Aostatalern zu. Da diese jedoch die Landeshoheit des Bischofs von Sitten nicht anerkannten, beschlagnahmte der Walliser Landrat die Alp zugunsten der Bagnards. Dafür sollten diese den Col de Fenêtre im Kriegsfalle bewachen.

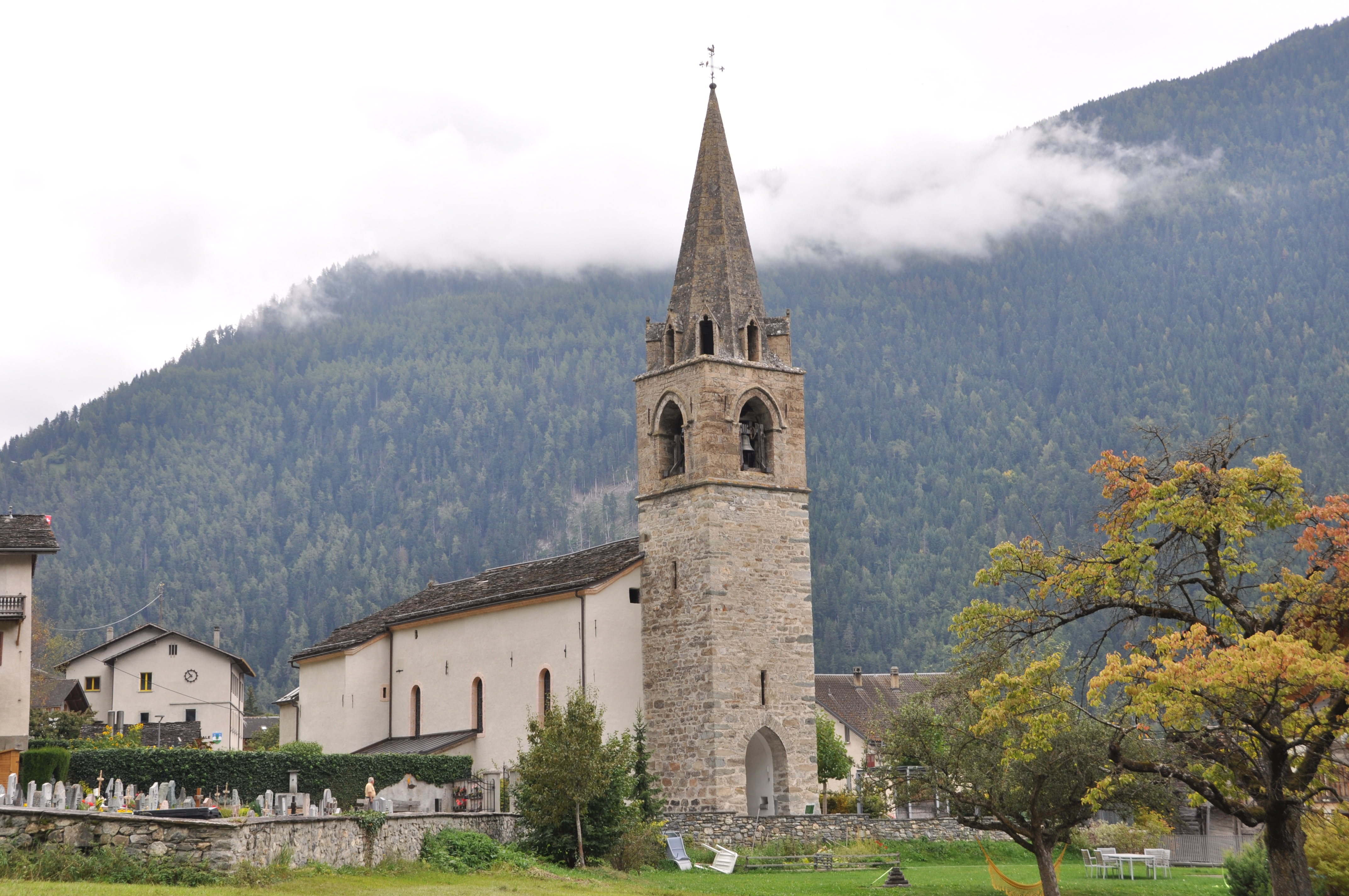
Pfarrkirche Saint-Martin Vollèges. Deren Pfarrer wurde lange Zeit von der Abtei Saint-Maurice ernannt.

1565 verkaufte die Abtei Saint-Maurice den Talleuten ihre Rechte an den Gemeingütern. Deren Nutzung ermöglichte es der Talschaft, die auf ihr lastenden Abgaben nach und nach abzulösen. 1745 versuchten die Bagnards, diese Ablösung zu beschleunigen und den Abt gewaltsam zum Verzicht auf seine Rechte zu bewegen. Die Oberwalliser griffen jedoch ein, und die Talleute mussten sich fügen. 1798 endete die weltliche Herrschaft des Bischofs über das Val de Bagnes. Auch an die Abtei Saint-Maurice entrichteten die Bagnards letztmals 1798 ihre Abgaben. Eine Konvention bestätigte 1807 das Ende der weltlichen Herrschaft der Abtei über das Val de Bagnes. Seither besitzt sie nur noch das Recht, die Pfarrer in Bagnes und Vollèges zu ernennen.
Der Tourismus hat die Wirtschaft des Tals grundlegend verändert. Im ausgehenden 20. Jahrhundert wurden 85 Prozent der Landwirtschaftsbetriebe teilzeitlich bewirtschaftet. Die Viehzucht ist zwar kaum noch rentabel, wird aber als Markenzeichen des Tals weiter gepflegt. Bekannt in diesem Zusammenhang sind die Kämpfe der Eringerkühe oder der Raclettekäse. Seit 1958 liefert das Kraftwerk Mauvoisin Elektrizität und verhindert auch die katastrophalen Überschwemmungen, die der Giétrozgletscher in der Vergangenheit bewirkt hatte.
In den Jahren 2024 (Unwetter in der Schweiz im Sommer) und 2025 ereigneten sich im oberen Teil des Val de Bagnes zahlreiche Murgänge. Eine im September 2024 gebaute provisorische Notbrücke wurde Anfang Juni 2025 durch eine Schlammlawine zerstört.

## Tourismus
Ende des 19. Jahrhunderts kam im Val de Bagnes der Tourismus auf. Für den Tourismus wurden zahlreiche Infrastrukturprojekte durchgeführt; so wurde 1950 die Médran-Sesselbahn gebaut (Wintertourismus); schon 1890 begann der Sommertourismus in Fionnay, danach auch in Bruson und Verbier.

## Natur
Pro Natura brachte in den 1990er Jahren die Idee eines Nationalparks Val de Bagnes ins Gespräch.

## Verkehrsanbindung
- Das Val de Bagnes ist per Eisenbahn durch die Chemin de fer Martigny–Orsières erschlossen. Die Strecke Martinach–Sembrancher, welche nach Orsières ins Val d’Entremont weiterführt, wurde 1910 fertiggestellt, die ins Val de Bagnes führende Stichstrecke Sembrancher–Le Châble 1952.[3]
- Bei Martigny zweigt die A21/H21 Richtung Grosser-St.-Bernhard-Tunnel von der A9 ab und verzweigt sich bei Sembrancher ins Val de Bagnes und ins Val d’Entremont.